# Seger Ellis
Seger Pillot Ellis, född den 4 juli 1904, död 1995, var en amerikansk pianist, sångare och orkesterledare.
Ellis var under en period gift med sångerskan Irene Taylor.

## Diskografi (urval)
Populära låtar
- "Freight Yard Blues" (1925)
- "Prairie Blues" (1925)
- "Sentimental Blues" (1925)
- "Sweet Lovable You" (1925)
- "Ain't Misbehavin'" (med Louis Armstrong, 1929)
- "Cheerful Little Earful" (1930)
- "The Shivery Stomp" (1937)
- "My Beloved Is Rugged" (med Harry James, 1942)
- "No Baby, Nobody But You" (1945)
- "You Be You but Let Me Be Me" (1945)
- "11:60 PM" (med Harry James, 1945)
- "Gene's Boogie" (med Gene Krupa, 1947)
- "What You Don't Know Won't Hurt You" (1947)
- "You're All I Want for Christmas" (med Bing Crosby, 1949)
- "Little Jack Frost, Get Lost" (med Bing Crosby, 1952)
- "December" (med The Mills Brothers & Count Basie, 1968)